# Учан-Су (річка)
Уча́н-Су́, Уча́н-Су́в (крим. Uçan Suv) — річка, що протікає Південним берегом Криму. Впадає у Чорне море в центрі міста Ялти. Бере початок біля підніжжя гори Ай-Петрі, у верхній течії тече по ущелині, потім на відстані 2 км від витоку утворює однойменний водоспад, що знаходиться на висоті 390 м і складається з декількох уступів (висота водоспаду 98 м). Водоспад Учан-Су вважається одним з найвищих в Криму та в Україні.
Води річки активно використовуються для водопостачання і зрошення. В окремі роки річка повністю пересихає в літній період. Річка має два основних рукави, через які у 2013 р. влаштовані мости.
Водоспад Учан-Су є популярною туристичною визначною пам'яткою. Найвидовищнішим він є навесні під час танення снігів у горах і після рясних дощів.

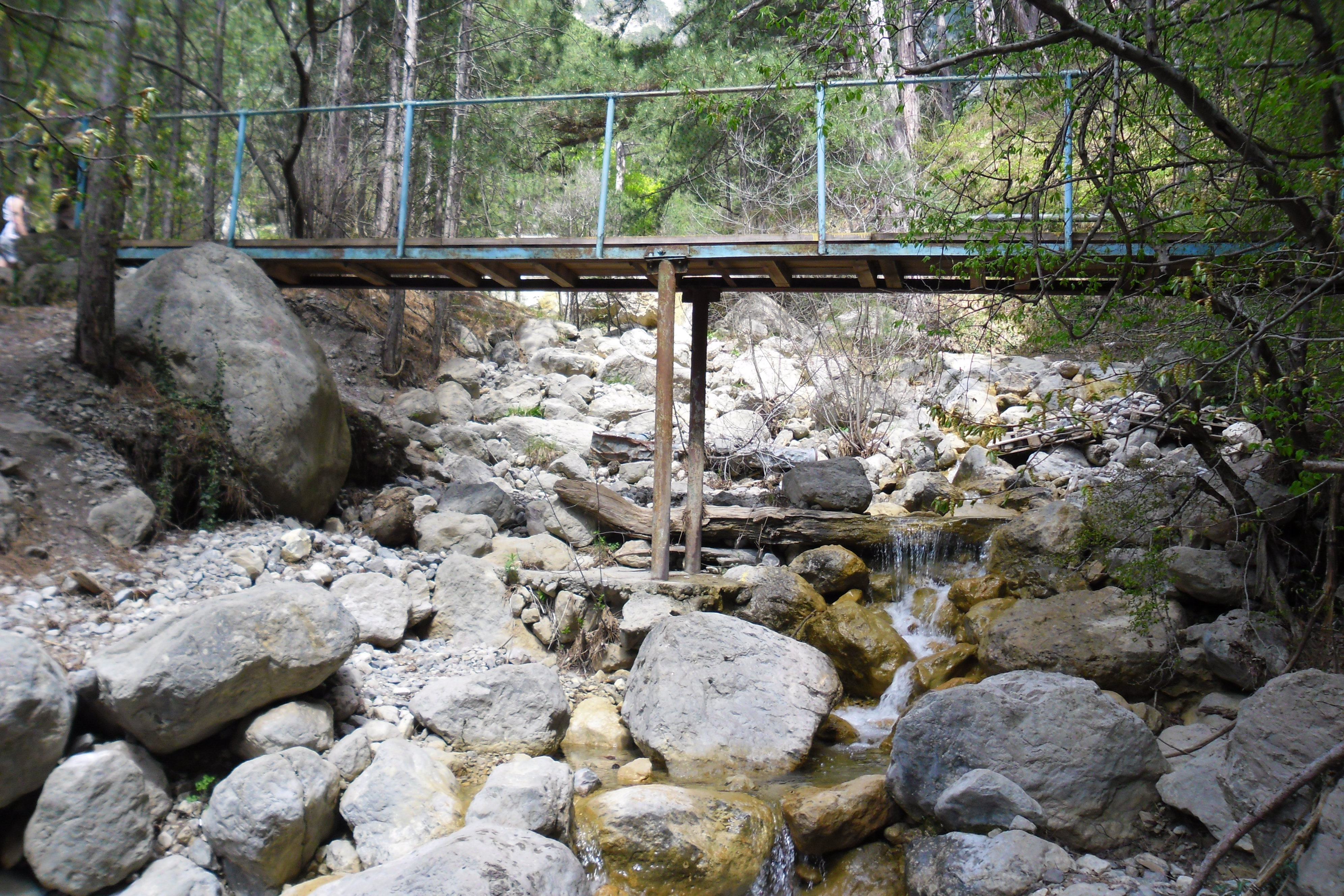
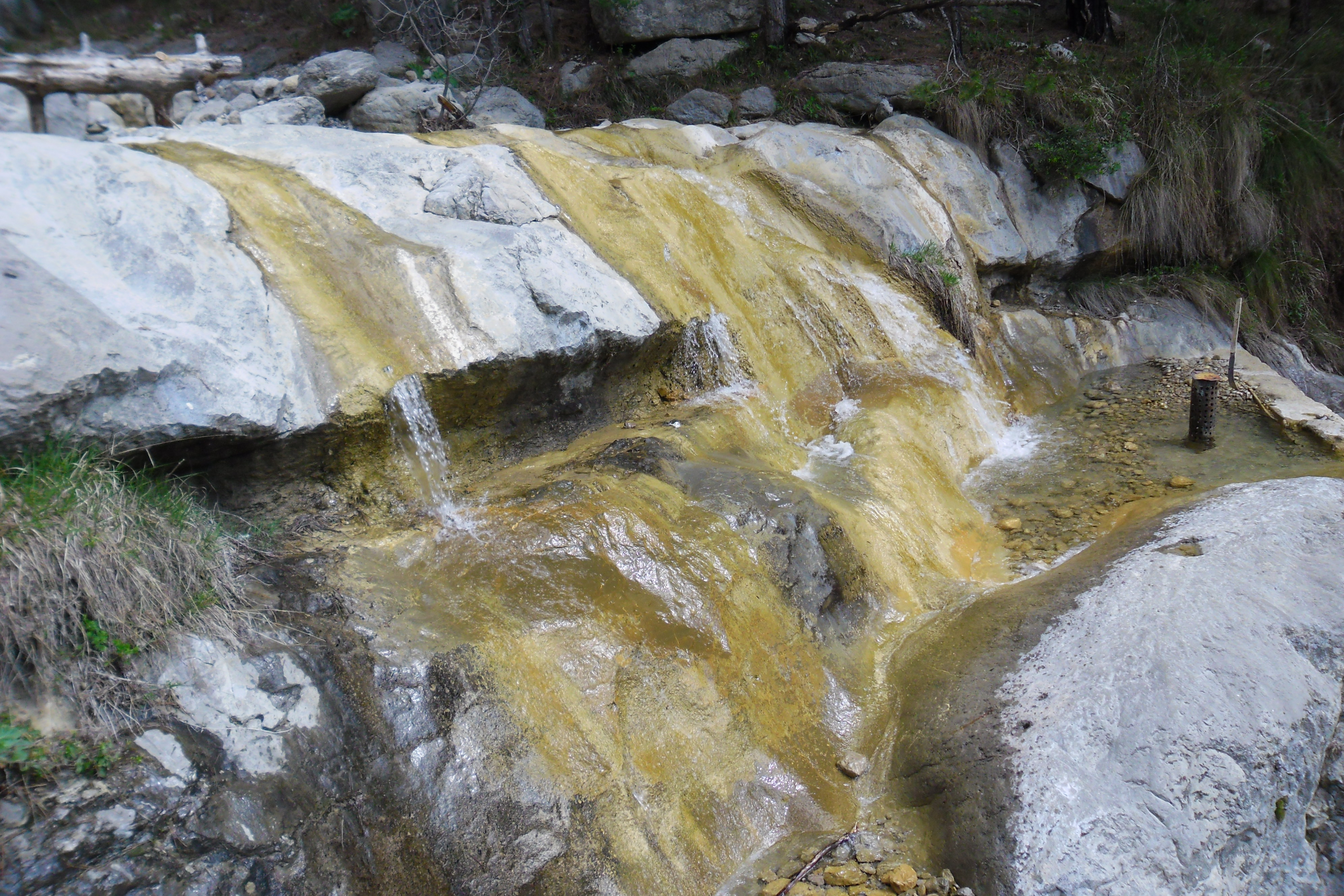